# 長崎秀哉
長崎 秀哉（ながさき ひでや、1979年8月23日 - ）は、日本の男性キックボクサー。秋田県鷹巣町出身。WSRフェアテックスジム所属。元M-1スーパーフェザー級王者。

## 人物
単身タイに渡り修行をした経験もあり、帰国後各団体のランカーとしのぎを削っていた。

## 来歴
2005年11月6日、J-NETWORK「GO! GO! J-NET '05 〜STAYING ALIVE〜」で龍鬼神と対戦し、2-0の判定勝ちを収めた。
2006年1月9日、J-NETWORK「GO! GO! J-NET '06 〜Light my fire!〜」で中西志東と対戦し、序盤からダウンを2度奪われ0-3の判定負けを喫した。
2006年6月11日、J-NETWORK「J-FIGHT 10」で中村元気と対戦し、0-2の判定負けを喫した。
2007年1月14日、新日本キックボクシング連盟「FIGHTING EVOLUTION I 〜進化する戦い〜」で赤十字竜と対戦し、3-0の判定勝ちを収めた。
2007年4月15日、全日本キックボクシング連盟「New Deal」で寺戸伸近と対戦し、1-2の判定負けを喫した。
2007年7月22日、天空キックボクシング協会「キックボクシング『天空』 〜四季〜」のメインイベントで大刀国秀と対戦し、3-0の判定勝ちを収めた。
2007年10月14日、「M-1 FAIRTEX ムエタイチャレンジ ROAD OF THE FIGHT 2007」で岩切博史と対戦し、3RにTKO勝ちを収めた。
2008年3月9日、大宮司進が持つM-1スーパーフェザー級に挑戦。右フックでKO勝ちし第2代王者となった。
2008年10月3日、全日本キックボクシング連盟「Fighting Base-2」で大高一郎と対戦し、手数を出しつつも決定打に欠け1-1のドロー判定となった。
2008年11月30日、「R.I.S.E. 51」で小宮山工介と対戦し、0-3の判定負けを喫した。
2009年12月11日、「Fujiwara Festival 〜藤原祭り2009〜」で森井洋介と対戦し、0-3の判定負けを喫した。
2010年3月28日、ニュージャパンキックボクシング連盟「熱風 零参」でWBCムエタイ日本フェザー級王者心センチャイジムと対戦し、0-3の判定負けを喫した。
2011年6月19日、J-NETWORK「TIME to CHANGE the KICK by J-SPIRIT 3rd」のJ-NETWORKフェザー級次期王座挑戦者決定戦で八神剣太と対戦し、3-0の判定勝ちを収めた。
2011年8月21日、J-NETWORK「TIME to CHANGE the KICK by J-SPIRIT 4th」のJ-NETWORKフェザー級タイトルマッチで王者佐藤政人と対戦し、1R序盤のローキックの攻防中に右足の甲を負傷し立ち上がる事が出来ずKO負けを喫した。

## 戦績
| キックボクシング 戦績 | キックボクシング 戦績 | キックボクシング 戦績 | キックボクシング 戦績 | キックボクシング 戦績 | キックボクシング 戦績 | キックボクシング 戦績 |
| --------------------- | --------------------- | --------------------- | --------------------- | --------------------- | --------------------- | --------------------- |
| 23 試合               | (T)KO                 | 判定                  | その他                | 引き分け              | 無効試合              |                       |
| 12 勝                 |                       |                       |                       | 2                     | 0                     |                       |
| 9 敗                  | 1                     | 8                     | 0                     | 2                     | 0                     |                       |

| 勝敗 | 対戦相手         | 試合結果                                 | 大会名 | 開催年月日     |
| ×    | 佐藤政人         | 1R 1:11 KO（ローキック：右足の甲を負傷） | J-NETWORK「TIME to CHANGE the KICK by J-SPIRIT 4th」 【J-NETWORKフェザー級タイトルマッチ】                             | 2011年8月21日  |
| ○    | 八神剣太         | 3R終了 判定3-0                           | J-NETWORK「TIME to CHANGE the KICK by J-SPIRIT 3rd」 【J-NETWORKフェザー級次期王座挑戦者決定戦】                       | 2011年6月19日  |
| ○    | 玲央             | 3R終了 判定2-0                           | J-NETWORK「TIME to CHANGE the KICK by J-SPIRIT 2nd」                                                                   | 2011年4月29日  |
| ×    | 心センチャイジム | 5R終了 判定0-3                           | ニュージャパンキックボクシング連盟「熱風 零参」                                                                        | 2010年3月28日  |
| ×    | 森井洋介         | 3R終了 判定0-3                           | 藤原敏男スポーツジム後援会「Fujiwara Festival 〜藤原祭り2009〜」                                                       | 2009年12月11日 |
| ×    | 小宮山工介       | 3R終了 判定0-3                           | R.I.S.E. 51 | 2008年11月30日 |
| △    | 大高一郎         | 5R終了 判定1-1                           | 全日本キックボクシング連盟「Fighting Base-2」                                                                          | 2008年10月3日  |
| ○    | 大宮司進         | 5R 0:36 KO（左フック）                   | M-1 FAIRTEX SINGHA BEER ムエタイチャレンジ 「Legend of elbows 2008 〜CRASH〜」 【M-1スーパーフェザー級タイトルマッチ】 | 2008年3月9日   |
| ○    | 岩切博史         | 3R 2:08 TKO（肘によるカット）            | M-1 FAIRTEX ムエタイチャレンジ ROAD OF THE FIGHT 2007                                                                  | 2007年10月14日 |
| ○    | 大刀国秀         | 3R終了 判定3-0                           | 天空キックボクシング協会「キックボクシング『天空』 〜四季〜」                                                          | 2007年7月22日  |
| ×    | 寺戸伸近         | 3R終了 判定1-2                           | 全日本キックボクシング連盟「New Deal」                                                                                 | 2007年4月15日  |
| ○    | 赤十字竜         | 5R終了 判定3-0                           | 新日本キックボクシング連盟「FIGHTING EVOLUTION I 〜進化する戦い〜」                                                    | 2007年1月14日  |
| ×    | 中村元気         | 3R終了 判定0-2                           | J-NETWORK「J-FIGHT 10」                                                                                                | 2006年6月11日  |
| ×    | 中西志東         | 3R終了 判定0-3                           | J-NETWORK「GO! GO! J-NET '06 〜Light my fire!〜」                                                                      | 2006年1月9日   |
| ○    | 龍鬼神           | 3R終了 判定2-0                           | J-NETWORK「GO! GO! J-NET '05 〜STAYING ALIVE〜」                                                                       | 2005年11月6日  |
| ○    | 武田晃一         | 3R終了 判定3-0                           | J-NETWORK「GO! GO! J-NET '05 〜MACH 55 決勝〜」                                                                        | 2005年7月31日  |

## 獲得タイトル
- 第2代M-1スーパーフェザー級王座